# Spilosoma robusta
Spilosoma robusta är en fjärilsart som beskrevs av John Henry Leech 1899. Spilosoma robusta ingår i släktet Spilosoma och familjen björnspinnare. Inga underarter finns listade i Catalogue of Life.